# Yambalaya
Yambalaya ist eine deutsche Musikgruppe mit Stilrichtung Modern Ska. Die Band wurde im Jahre 2005 gegründet. Ihre Mitglieder stammen aus dem Großraum Nürnberg, Erlangen, Forchheim.
Der Bandname Yambalaya (Jambalaya ist der Name eines kreolischen Eintopfgerichts) gründet in der musikalischen Grenzüberschreitung und Stilvermischung verschiedener Genres. Yambalaya bedient sich bevorzugt im Rock, Reggae, Dancehall, Dub, Latin und Jazz, basierend auf einem rhythmischen Ska-Grundschema.

## Mitglieder
Yambalaya gründete sich 2005 nach Auflösung der Surf-Ska-Punkrock-Band Hiroshima Sunset, deren Mitglieder Sönke Sarfert und Viktor Kollmannsberger waren. Neben Sänger Tobias Naturski, Frontmann der Punkband Rookie Jam, stieß Trompeter Andreas Klieber hinzu. Ende 2005 folgten Gitarrist Thorsten Koch und Keyboarder Thomas Flierl. 2007 erweiterte sich die Band mit dem Posaunisten Simon Kintopp, der bei der Ska-Band Burning Saxofon spielte. Im Sommer 2010 ersetzte der Schlagzeuger Christof Stahl das Gründungsmitglied Viktor Kollmannsberger, der beruflich bedingt ausstieg. Stahl ist zusätzlich in der Rockband Konstinger und der Coverband Stereoheaven aktiv. Im Frühjahr 2011 stieß Annika Becker als Tenorsaxofonistin zur Band hinzu. Sie war zuvor Mitglied der Rosenheimer Latin-Ska-Band No Scammin.

## Geschichte
Die Band erhielt 2007 den Förderpreis des kreisweiten Newcomer-Wettbewerbs für Rock- und Popbands in Erlangen-Höchstadt. Im gleichen Jahr wurde Yambalaya unter 16 Bands beim 29. Newcomerfestival im E-Werk Erlangen prämiert. Ihr erstes Album Life's a Circus and You Are the Clown erschien im April 2008 und wurde im E-Werk Erlangen innerhalb einer Release-Show präsentiert. Das zweite Album Dance of Ambivalence erschien 2010. 2008 und 2011 trat die Band beim Chiemsee Reggae Summer auf.
2008 spielten Yambalaya u. a. beim Nürnberger Bardentreffen, der Sunhill Reggae Night und dem Öttinger Afrika Karibik Fest. Im Sommer 2009 startete die Band ihre erste zusammenhängende Tour in Bayern und Österreich. Yambalaya ist Mitglied der Musikzentrale Nürnberg.

## Diskografie

### Alben
- 2008: Life's a Circus and You Are the Clown
- 2010: Dance of Ambivalence (Digitalrelease, Soulfire Artists)